# Verzadigd vetzuur
Verzadigde vetzuren zijn vetzuren zonder dubbele bindingen, dit in tegenstelling tot onverzadigde vetzuren, die een of meer dubbele bindingen in de keten hebben. De term "vetzuur" is niet scherp begrensd.
- Het minimumaantal koolstofatomen kan als criterium gebruikt worden, bijvoorbeeld 4, maar soms ook 6 of 8.
- Soms komen ze voor in dierlijke en/of plantaardige producten. Dat betekent dat er eigenlijk alleen naar lineaire carbonzuren met een even aantal koolstofatomen gekeken wordt.
- Chemisch is er geen essentieel, maar alleen een gradueel verschil tussen de diverse carbonzuren, en worden puur op historische gronden de langere, lineaire, bij kamertemperatuur vaste, verzadigde carbonzuren als vetzuur aangeduid en alle lineaire zuren worden als vetzuren aangeduid.

## Voorkomen
Verzadigde vetzuren komen vooral voor in dierlijk vetweefsel. Echter bestaat plantaardige olie ook voor een groot gedeelte uit verzadigd vet.
Veelvoorkomende verzadigde vetzuren zijn:
| Naam           | IUPACnaam       | Formule        | Code  |
| -------------- | --------------- | -------------- | ----- |
| Boterzuur      | Butaanzuur      | CH3(CH2) 2COOH | C4:0  |
| Capronzuur     | Hexaanzuur      | CH3(CH2) 4COOH | C6:0  |
| Caprylzuur     | Octaanzuur      | CH3(CH2) 6COOH | C8:0  |
| Caprinezuur    | Decaanzuur      | CH3(CH2) 8COOH | C10:0 |
| Laurinezuur    | Dodecaanzuur    | CH3(CH2)10COOH | C12:0 |
| Myristinezuur  | Tetradecaanzuur | CH3(CH2)12COOH | C14:0 |
| Palmitinezuur  | Hexadecaanzuur  | CH3(CH2)14COOH | C16:0 |
| Stearinezuur   | Octadecaanzuur  | CH3(CH2)16COOH | C18:0 |
| Arachidinezuur | Eicosaanzuur    | CH3(CH2)18COOH | C20:0 |
| Beheenzuur     | Docosaanzuur    | CH3(CH2)20COOH | C22:0 |

Het feit dat al deze zuren een even aantal koolstofatomen bevat, is terug te voeren op het feit dat de in-vivosynthese van de vetzuren via blokken van twee koolstofatomen verloopt.

## Invloed op het menselijk lichaam
Voor het menselijk lichaam zijn verzadigde vetten nodig. Verzadigde vetten vormen de bouwstenen voor het celmembraan en leveren een verscheidenheid aan hormonen en hormoonachtige stoffen, die samen zorgen voor de botten, de lever-, hart- en longfunctie, de zenuwsignaalwerking en het immuunsysteem. Aanvankelijk werd gedacht dat verzadigde vetzuren de oorzaak zouden zijn voor het ontstaan van hart- en vaatziekten ten gevolge van het verhoogd LDL-cholesterolgehalte. Latere onderzoeken hebben aangetoond dat echter koolhydraten en transvetten hiervoor verantwoordelijk zijn. Ook zijn er onderzoeken die aantonen dat de verzadigde vetten (a) zich gedragen als transportmiddel voor vetoplosbare vitamines A, D, E en K2, (b) nodig zijn voor het omzetten van pro-vitamine A in vitamine A en de absorptie van mineralen en ondersteuning van stofwisselingsprocessen, en (c) zorgen voor een langdurig verzadigingsgevoel door een tragere vertering.
Onder andere grasboter bevat CLA, oftewel geconjugeerd linolzuur. CLA is een transvet dat een ietwat andere structuur heeft dan de ongezonde transvetten die men in veel bewerkte producten terugvindt, en verhoogt in tegenstelling tot de meeste transvetten het risico op hart- en vaatziekten, kanker en obesitas juist niet, maar verlaagt het. Daarnaast is uit dierproeven gebleken dat CLA aderverkalking voorkomt, maar verder onderzoek zal moeten uitwijzen of dit ook voor mensen geldt.